# Nuttallspecht
Der Nuttallspecht (Dryobates nuttallii, Syn. Picoides nuttallii) ist ein kleiner, im südwestlichen Nordamerika beheimateter Buntspecht aus der Unterfamilie der Echten Spechte. (Picinae). Er ist nahe mit dem paläarktischen Kleinspecht (Dendrocopos minor) verwandt, ist aber größer und wirkt etwas dunkler als dieser. Benannt wurde er nach Thomas Nuttall, einem bedeutenden, vor allem in Nordamerika tätigen Botaniker und Ornithologen.

## Aussehen

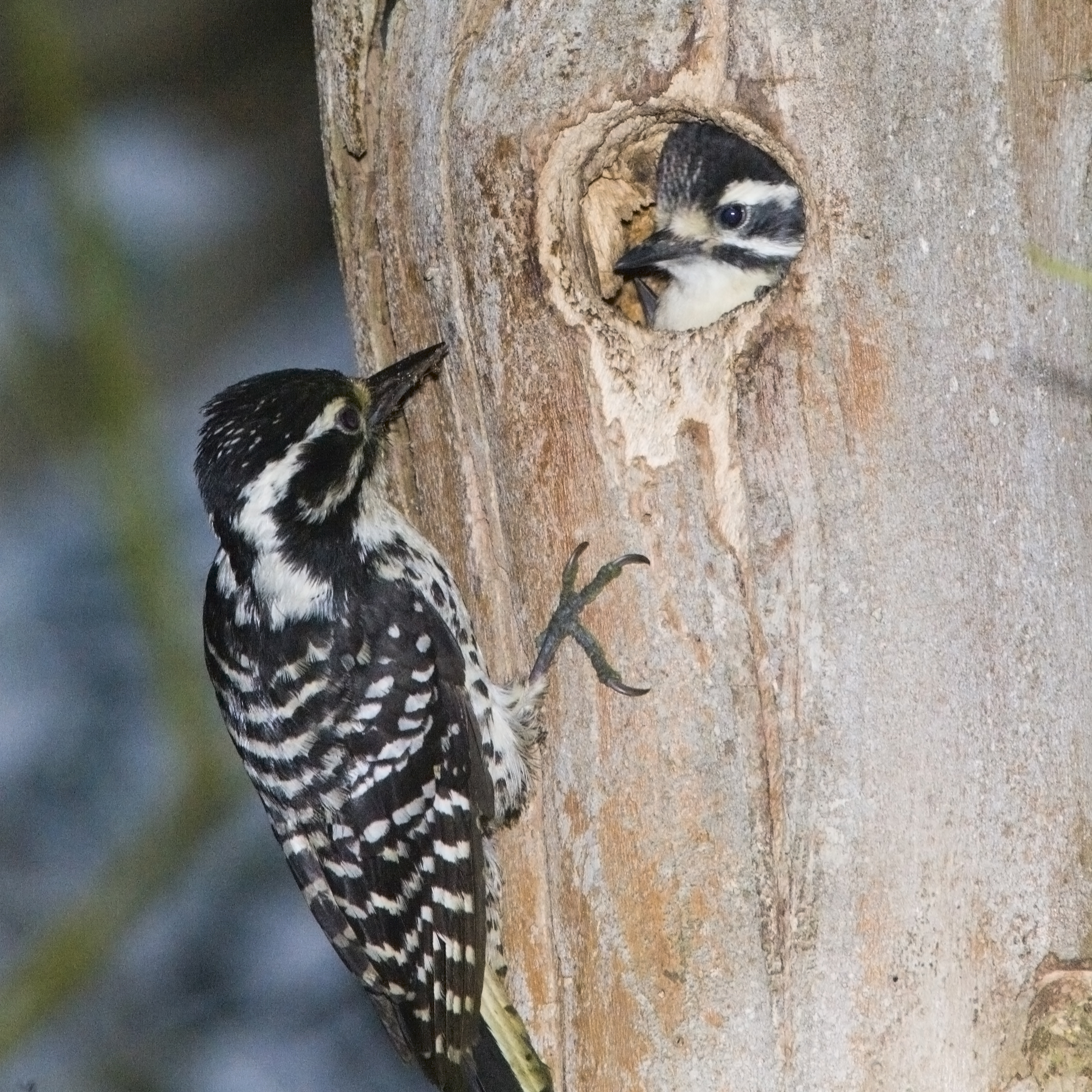
Weiblicher Nuttalspecht an der Nisthöhle

Mit einer Körperlänge von etwa 18 Zentimetern ist der Nuttallspecht nur etwas größer als der heimische Kleinspecht, aber mit einem Gewicht bis zu 45 Gramm fast doppelt so schwer. Schwarz und weiß dominiert die Gefiederfärbung. Die Oberseite ist mehrheitlich schwarz, durchsetzt mit relativ schmalen, leiterförmig angeordneten, weißen Streifen, die jedoch ihrerseits oft leicht grau behaucht sind, sodass der Specht insgesamt recht dunkel und düster wirkt. Die Unterseite ist heller, meist sehr hellgrau oder schmutzig weiß und weist im Flankenbereich deutliche schwarze Flecken; an Unterbauch, Steiß und auf der Schwanzunterseite eine schwarze Bänderung auf. Das Gesicht ist durch die breite schwarze Augenmaske und durch den mit dieser und dem Nackengefieder verbundenen Bartstreifen sehr dunkel. Die dazwischen liegenden weißen Streifen sind schmal und oft unauffällig. Männchen tragen eine ziegelrote Hinterhauptskappe, die bei Weibchen fehlt. Stirn und Scheitel sind bei einer schwarzen Grundfärbung unterschiedlich intensiv weiß gestrichelt. Über dem oberen Schnabelansatz liegt ein kleiner orangegelber Wulst, der beim Weibchen etwas unauffälliger gefärbt ist.

### Verwechslungsmöglichkeiten
Vom etwas kleineren Dunenspecht (P. pubescens) unterscheidet er sich gut durch die leiterförmig angeordneten Weißzeichnungen des Rückengefieders sowie durch die Schwarzzeichnungen an Bauch und Steiß, die beide bei P. pubescens fehlen; schwieriger ist die Art vom Texasspecht (P. scalaris) zu unterscheiden, mit dem sich das Verbreitungsgebiet des Nuttalspechtes geringfügig überschneidet. Insgesamt wirkt der ebenfalls kleinere Texasspecht heller, die Leiterzeichnung des Rückens (engl. Ladder backed Woodpecker) ist sehr markant. Der gelbe Oberschnabelansatz ist beim Texasspecht unauffällig. Im Gesicht überwiegt beim Nuttalspecht Schwarz, beim Texasspecht jedoch Weiß; die schwarze Augenmaske ist im Gegensatz zum Texasspecht beim Nuttallspecht mit dem schwarzen Nackengefieder verbunden.

## Systematik
Der Nuttallspecht gehört zu einer kleinen Gruppe kleiner nearktischer Spechte, von denen wahrscheinlich auch der paläarktische Kleinspecht (Dendrocopos minor) abstammt. Hybridisation ist mit dem Dunenspecht und mit dem Texasspecht belegt. Meist werden diese Spechte der Gattung Picoides zugeordnet, früher bildeten sie die Gattung Dryobates, ein Gattungsname, der auch heute wieder diskutiert wird und gelegentlich für den Kleinspecht (Dryobates minor) Anwendung findet. Es werden keine Unterarten beschrieben.

## Verbreitung und Lebensraum

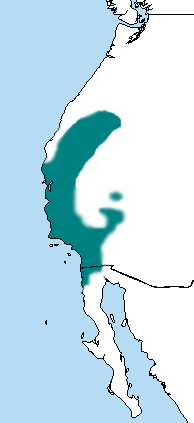
Verbreitung des Nuttallspechtes

Der Nuttalspecht kommt im gesamten küstennahen Kalifornien westlich der Gebirgs- und Wüstenzonen vor. Nordwärts erreicht er die Grenze zu Oregon, in dessen südlichen Regionen er gelegentlich ebenfalls brüten dürfte, südwärts reichen die Brutvorkommen bis zur nördlichen Baja California. Eine isolierte Population östlich der Sierra Nevada besteht im Tal des Owens River.
Der Nuttallspecht ist ein Charaktervogel lichter Eichenwälder und Eichengehölze. In den trockenen südlichen Verbreitungsgebieten ist er vor allem entlang von Flussläufen und in Canyons zu finden. Taleichen-, Blaueichen, Schwarzeichen und Küsteneichenbestände (Quercus agrifolia) werden bevorzugt besiedelt. Oft sind die Eichenwälder mit verschiedenen Weidenarten und Beständen der Westlichen Sycamore und des Oregon-Ahorns durchmischt. Auf der Baja California nistet er in Baumgruppen entlang von periodischen Flussläufen. Auf Nahrungssuche wird der Specht auch in Koniferenbeständen, vor allem in solchen der Nuss-Kiefer beobachtet.
Nuttallspechte besiedeln die Küstenwälder ebenso wie Gebiete bis zu einer Höhe von annähernd 2000 Metern.

### Wanderungen
Diese Spechtart verbleibt während des gesamten Jahres im Brutrevier oder zumindest in dessen großräumiger Nähe. Gelegentlich scheinen Herbstwanderungen in höher gelegene Gebiete vorzukommen, insbesondere Brutplätze in Canynos werden im Herbst oft geräumt.

## Nahrung und Nahrungserwerb
Nuttallspechte ernähren sich vorwiegend von Insekten. Hauptsächlich handelt es sich dabei um Käfer und ihre holzbewohnenden Larven, Ameisen, vornehmlich solche aus der Familie der Schuppenameisen, Raupen, Termiten und Fliegen. Vegetarische Nahrung scheint jahreszeitlich eine gewisse Rolle zu spielen; vor allem Holunderbeeren,  Koniferensamen werden im Herbst und Winter aufgenommen und können bis zu 20 Prozent der Gesamtnahrungsmenge ausmachen.  Auch Mandeln dürften gelegentlich ein nicht unwesentlicher Nahrungsbestandteil sein. Beim Ringeln wurden Nuttallspechte nicht beobachtet, sie beuten aber Ringelstellen anderer Spechte, vor allem die des Rotbrüstigen Saftleckers (Sphyrapicus ruber) aus. Auch natürliche Austrittsstellen von Baumsäften werden genutzt.
Der Nuttallspecht erbeutet seine Nahrung sowohl durch oberflächliches Aufhämmern, durch Stochern in Ritzen und Rindenspalten als auch durch Absuchen der Rindenoberfläche. Während der Nahrungssuche ist er fast ausschließlich in der mittleren und oberen Stammregion beziehungsweise im Kronenbereich unterwegs; am Boden wird er nur äußerst selten angetroffen.

## Brutbiologie
Die Balzzeit beginnt in den südlichen Brutgebieten im Jänner, weiter nördlich erst Mitte Februar, in den Bergregionen erst zu Beginn des März. Über die Paarbildung selbst und die Partnerschaftsdauer ist nichts bekannt, wahrscheinlich ist jedoch eine weitgehend monogame Brutsaisonverbindung. Die Nisthöhle wird fast ausschließlich vom Männchen in einen bereits kernfaulen oder schon toten Baum geschlagen, vornehmlich in Höhen über fünf Metern, oft jedoch bedeutend höher. Weiden und Pappeln scheinen auf Grund ihres recht weichen Holzes bevorzugt zu werden. Offenbar legt dieser Specht jedes Jahr eine neue Nisthöhle an; er ist somit ein wichtiger Bruthöhlenlieferant für andere Höhlenbrüter.
Die Eiablage beginnt im Süden Ende März, im Norden erst Mitte Mai, zuweilen auch erst Anfang Juni, wobei es sich bei den Junigelegen oft um Nachgelege handelt. Über die Gelegegröße liegen nur wenige Informationen vor, wahrscheinlich besteht ein Vollgelege aus 4-5 (2-6) weißen oder cremeweißen, ungefleckten, elliptischen Eiern mit einer durchschnittlichen Größe von 22 × 16 Millimetern.
Über Brutdauer, Nestlings- und Führungszeit liegen keine ausreichenden Informationen vor. Eine Beobachtung ermittelte eine Inkubationszeit von 14 Tagen und eine Nestlingszeit von 15 Tagen. Insgesamt scheint sich das Männchen etwas intensiver an Brut und der Fütterung der Nestlinge zu beteiligen als das Weibchen.

## Bestandssituation
Der Gesamtbestand wird grob auf 100.000 bis 200.000 Brutpaare geschätzt. Die Bestände gelten als stabil, die Art wird in keiner Gefährdungskategorie verzeichnet.

### Zitierte Quellen
1. ↑  Lowther (2000) Systematics
2. ↑  Winkler et al. (1995) S. 283
3. ↑  Lowther (2000) Habit
4. ↑  Lowther (2000) Diet
5. ↑  Lowther (2000) Breeding
6. ↑  Birdlife (2006)